# ソロヴィヨーフ PS-90

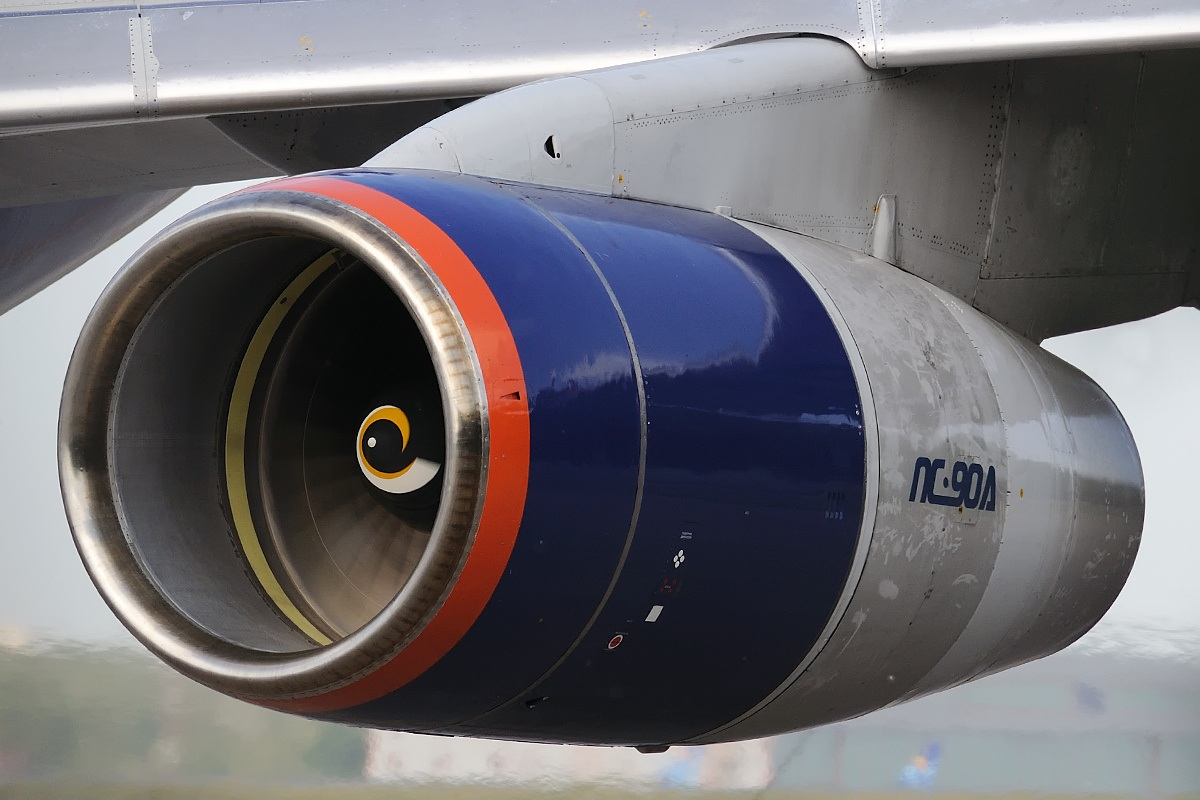
イリューシン Il-96に搭載されたPS-90A

ソロヴィヨーフ PS-90（露：Соловьёв ПС-90）はロシアのソロヴィヨーフ（現：アヴィアドヴィガーテリ）が開発した航空機用高バイパス比ターボファンエンジンである。当初はD-90であったがソ連航空産業省の命令により、設計者のPavel Aleksandrovich Soloviyov（パベル・アレクサンドロヴィッチ・ソロビユーフ、Павел Александрович Соловьёв）からPSが割り当てられPS-90となった。
1992年に耐空証明を得て運用を開始している。2010年8月1日時点で、エンジンの総運転時間は、2430809時間に到達している。

## 概要
PS-90は、ロシア製新世代旅客機用に、高出力、低コスト、低騒音を主眼に置いて開発されたもので、1979年より開発が開始された。Il-96向けの競合エンジンとしてはNK-56が開発されていたがソ連航空産業省の干渉によりNK-56は開発の中止が命ぜられPS-90のみとなった。
モジュラー設計が導入されており、エンジンは11のモジュールで構成され一部モジュールは、野外活動中に交換可能である。制御には2チャンネルの電子制御を導入しており、動作を監視するシステムも装備されている。

## 各形式

### PS-90A
PS-90の基本型。Il-96、Tu-204に搭載された。公称出力は16,000 kgf。ロールス・ロイス RB211-535シリーズよりも13.3%推力が小さいが、燃料消費は8.2%少ない（どちらもTu-204に搭載時）。騒音基準は2006年及び2008年のICAOステージ4に準拠している。開発は1979年に始まり、1992年に認証を取得した。

### PS-90AE
バイパスダクト内に従来装備してきた温度検出器のTD-90の代わりにTD-90Mを装備して動作温度を30℃向上させた改良型。

### PS-90A-76

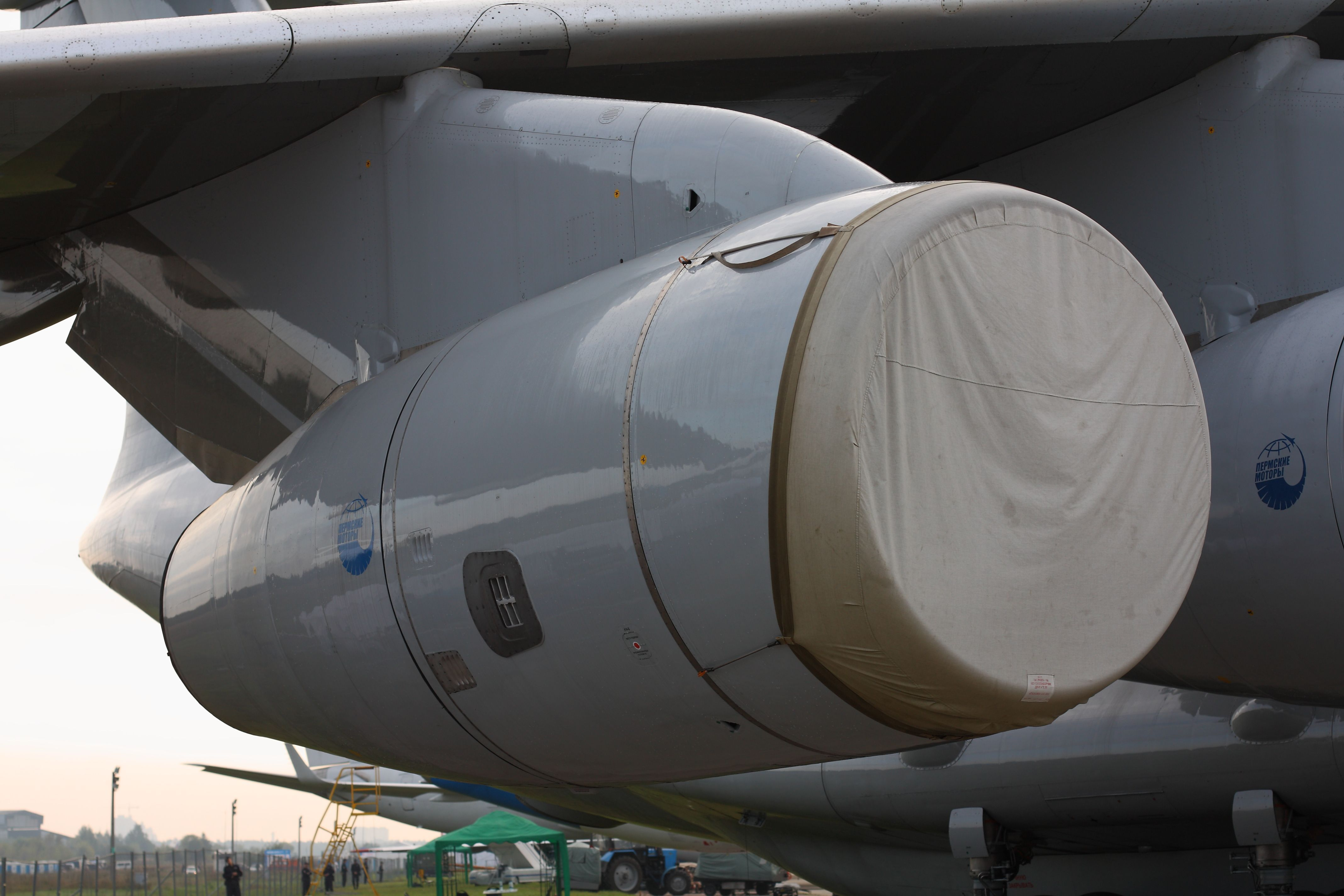
Il-76に装備されたPS-90A-76

Il-76に搭載されていたソロヴィヨーフ D-30KPの換装用に開発され、Il-76MFやIl-76MD-90/90Aに搭載された。Il-76は優秀な輸送機であったが騒音の問題があり、本機への換装によって騒音低減、経済性の改善、航続距離の増加を目指した。公称出力は14,500kgであるが、16,000 kgへの増強も可能である 。2003年に認証を取得した。

### PS-90AE-76
PS-90A-76にPS-90AEと同様の改良を適用したもの。

### PS-90A1

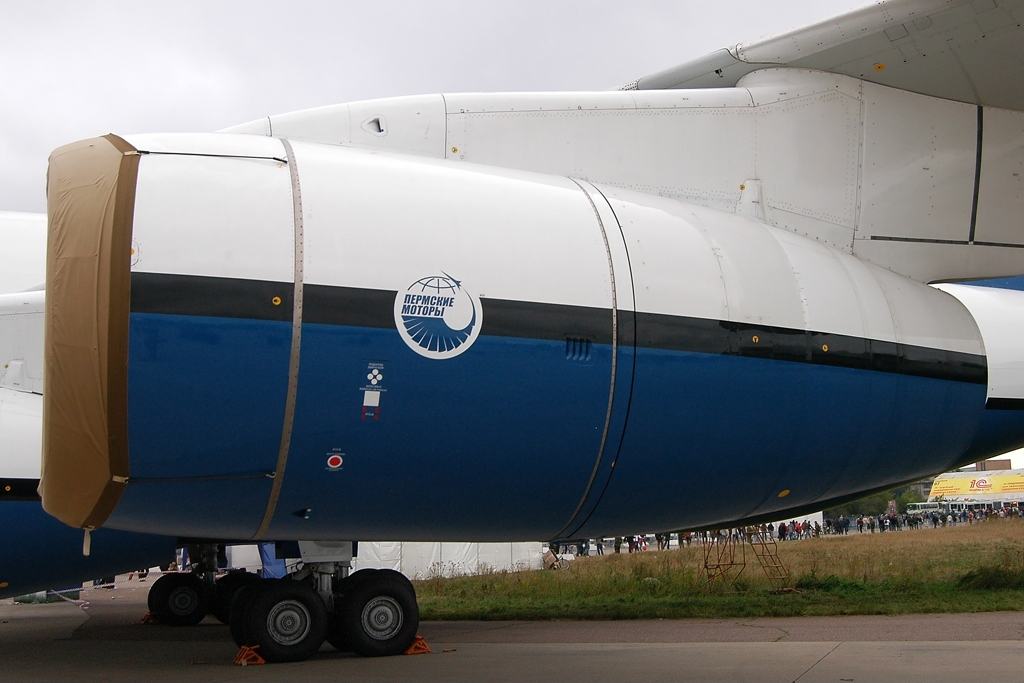
Il-96-400Tに装備されたPS-90A1

PS-90Aの出力向上形。公称出力は17,400 kg。Il-96-400Tに搭載。2007年に認証を取得した。

### PS-90AE1
PS-90A1にPS-90AEと同様の改良を適用したもの。

### PS-90A2
PS-90A2は、プラット・アンド・ホイットニーとの協力で開発されたPS-90Aの改良型。フランス、ドイツ、スウェーデン、アメリカなどの西側諸国の部品を使用し大幅改良し大幅に性能向上、燃費が西側諸国のエンジンに遜色ない物になっており、騒音レベルも最新の規制に適合している。
オーバーホール間隔を低温部品で20,000サイクル、高温部品で10,000サイクルにとしたことで、現在生産される機種と比較してPS-90A2の価格は20%以上高くなるものの、ライフサイクル費用は37%削減され同時に信頼性は50から100%向上、軽量化とFADECの使用によりPS-90Aより燃料消費量が改善し、整備費用の約40%低減に成功した。これにより、PS-90A2はPS-90Aの半分の労力で運行できる。耐火性向上のため旧型の燃料システムは新型の空気で運用するシステムに更新した。
PS-90A2は騒音や排出ガスの環境面においてICAOや他の国際的な基準に適合する。また、PS-90A2はロシア製のエンジンで初めてETOPSの条件下で180分間の片肺飛行を可能にするETOPS-180の認定を受けており、AP-33航空規格にもFARパート33とJAR33で適合する。PS-90A2とPS-90Aは寸法は同じであるため互換性があり交換が容易である。そのため新造の航空機のみならず従来のPS-90A搭載機の換装も見込んでいる。しかし、アメリカの企業であるプラット・アンド・ホイットニーがエンジンの開発に携わっている事によりイランへの経済制裁の脅威にさらされたため、そのような航空機にはPS-90Aを代わりに搭載することが検討される。推力はPS-90Aと同等の16,000 kgであるが、18,000kgとする可能性もあった。

### PS-90A3
Tu-204SM向けに開発されたPS-90A2の派生型で、軽量で安価であると同時に、ライフサイクルコストの点でPS-90A2の利点をすべて備えている。
PS-90Aから高圧タービンと燃焼室のPS-90A2同様の改良の適応、7番目の高圧圧縮機に代わり10段の高圧タービンの初段に空気によるローターブレードの冷却適用による寿命と信頼性向上、CAUシステム（自動制御システム）とBSKD（オンボードエンジン制御システム）の使用、TD-90M温度センサの設置などが行われている。PS-90Aと比較して、信頼性が1.5-2倍に向上、主要部品の寿命は10,000-15,000サイクルに増加し、燃料消費は1万時間で最大4%、運用コストとメンテナンスの複雑さは30%、メンテナンス工数は1飛行時間あたり0.2 Man-hourに低減された。AP-33とNLGS-3にも認定されている。
2009年に認定、2011年1月に耐空証明完了。

### PS-90A3M
Il-96-400M用の改良型。ペルミ社のアレキサンダー・イノーズムツェブ氏は2017年3月にRBC-ペルミに対し「PS-90A1をベースにしたこのエンジンのフィジビリティスタディに関する作業が現在進行中である」と発言した。また同氏は、PS-90A2が大幅に寿命を増加し、離陸時推力を18トンに増加させる可能性があったことに触れ、これがPS-90A3Mにおいて具現化されるべきであると述べた。

### PS-12
PS-90の技術をもとに開発されていたエンジンで、Il-214やMS-21に提案されていた。ETOPS-180規格の要件を満たし、有害物質の排出量はICAOの2008年基準より20-30％以下、実効知覚騒音レベルは15ЕPNdBでICAOチャプター4の航空機騒音の要件を満たすとしていた。後にPS-12は技術デモンストレータとなり、新世代のエンジンであるPD-14に発展した。

### 計画のみ
PS-90A-42
A-42のD-30TKPVの換装用。PS-90A2より開発。公称出力は14,500 kg。2015年の運用開始を見込んでいた。
PS-90A-154
Tu-154M2(Tu-154の双発型)に提案されていた。
PS-90AK
液化天然ガス（LNG）を使用するTu-204K向け派生型。
PS-90A-10
10,500kgに推力を減少させたTu-334-200向けの派生型。
PS-90A-12
12,000kgに推力を減少させたYak-242、Yak-46、MS-21向け派生型。

### ガスタービン型
PS-90EU-16A
PS-90A2をベースに電力用のガスタービン化したもの。
GTE-16PA
PS-90EU-16Aの改良型。主な違いは、3000回転/分の定格速度を持つ4つのフリーパワータービンを使用する点で、これにより運用コストを削減し、全体としてガスタービンの信頼性を向上させる高価な減速歯車を除外を可能とした。出力16.8MW、オーバーホールまでの時間は25,000時間、寿命100,0000時間。GTES-16PAジェネレータセットで使用される。
GTE-25
出力23.8MW、オーバーホールまでの時間は25,000時間、寿命100,0000時間。GTES-25Pジェネレータセットで使用される。
PS-90GP-1
ガスタービン型。出力12.4MW、オーバーホールまでの時間は25,000時間、寿命100,0000時間。
PS-90GP-2
PS-90GP-2の改良型。効率的な空気力学の適応と3000回転/分の速度を持つパワータービンの導入を行っているとされる。
PS-90GP-25
ガスタービン型。出力25MW。
GTU-12P
パイプイン輸送用ガスタービン。出力12.37MW、オーバーホールまでの時間は25,000時間、寿命100,0000時間。
GTU-16P
GTU-12PおよびPS-90Aに基づいて設計されたパイプライン輸送用ガスタービン。より高いサイクルパラメータを持つ14段の圧縮機を適用し、適応出力タービンを有する。出力16.47MW、オーバーホールまでの時間は25,000時間、寿命100,0000時間。発展型のGTU-16PERでは、PS-90GP-2に基づいて効率的な空気力学の適応と3000回転/分の速度を持つパワータービンの導入を行っている。
GTU-25P
PS-90GP-25に基づいて開発されたパイプイン輸送用ガスタービン。出力25.6MW、オーバーホールまでの時間は25,000時間、寿命100,0000時間。

## 仕様

### PS-90A
一般的特性
- 形式: 高バイパス・ターボファン
- 全長: 4,964m
- 直径: 1.90m
- 乾燥重量: 2,950Kg

構成要素
- 圧縮機: ファン、低圧2段、高圧13段
- 燃焼器: 環状、12個の噴射機
- タービン: 軸流式

性能
- 出力:
- 全圧縮比（英語版）: 35.5
- バイパス比: 4.7
- 空気流量: 504Kg/s
- タービン入口温度: 離陸時580℃
- 燃料消費率: 高度1,000をマッハ0.8で飛行時 0.595Kg/Kgf/h
- 出力重量比:

出典: アヴィアドヴィガーテリ、ペルミ公式ウェブサイトより
| エンジンの仕様                                                               | PS-90A     | PS-90A1    | PS-90A-76  | PS-90A2    |
| ---------------------------------------------------------------------------- | ---------- | ---------- | ---------- | ---------- |
| 離陸推力, kg                                                                 | 16,000     | 17,400     | 14,500     | 16,000     |
| 高度=11km, マッハ=0,8で飛行時の推力 kg                                       | 3,500      | 3,500      | 3,300      | 3,500      |
| 高度=11km, マッハ=0,8で飛行時の1時間あたりの単位推力毎の燃料消費, kg/kg hour | 0,595      | 0,595      | 0,595      | 0,595      |
| 圧縮比                                                                       | 38         | 38         | 38         | 38         |
| バイパス比                                                                   | 4.5        | 4.5        | 4.5        | 4.5        |
| 最大空気流量kg/s                                                             | 5,04       | 5,04       | 5,04       | 5,04       |
| 最大タービン入り口温度, K                                                    | 1,640      | 1,640      | 1,640      | 1,640      |
| 全長, mm                                                                     | 4,964      | 4,964      | 4,964      | 4,964      |
| ファンの直径, mm                                                             | 1,900      | 1,900      | 1,900      | 1,900      |
| 乾燥重量,kg                                                                  | 2,950      | 2,950      | 4,160      | 3,000      |
| 総合重量,kg                                                                  | 4,160      | 4,250      | 4,160      | 4,230      |
| 飛行高度,m                                                                   | 13,100     | 13,100     | 13,100     | 13,100     |
| 飛行場の高度,m                                                               | 3,500まで  | 3,500まで  | 3,500まで  | 3,500まで  |
| 始動時と滑走時の地面付近の温度,C                                             | -47から+45 | -47から+45 | -47から+45 | -47から+45 |

### PS-12
一般的特性
- 形式: 高バイパス・ターボファン
- 全長:
- 直径: 1,870mm(ファン)
- 乾燥重量: 2,350kg

構成要素
- 圧縮機:

性能
- 推力: 11,800kg(離陸推力)、13,500kg(最大離陸推力)
- 全圧縮比（英語版）: 40.8
- バイパス比: 8.38(巡航時)
- 空気流量: 540.4kg/s(巡航時)
- 燃料消費率: 0.550kg/kgf hr(巡航時)
- 出力重量比:

出典: 
- 飛行中の停止までの時間:20,000時間以上(運転開始時50,000時間以上)
- 工場に行くまでの時間:12,500時間以上
- 出発時の信頼性:99.95％
- 主要部品の寿命

低温部:40,000飛行サイクル以上(40,000飛行サイクルは100,000時間に等しい)
高温部:20,000飛行サイクル以上